# Sphagnum tenellum
Sphagnum tenellum là một loài rêu trong họ Sphagnaceae. Loài này được (Brid.) Brid. mô tả khoa học đầu tiên năm 1819.